# Темний кристал: Доба опору
«Темний кристал: Доба опору» (англ. The Dark Crystal: Age of Resistance) — американський темний фентезійний пригодницький телевізійний серіал, знятий у Великій Британії. Це приквел до фільму Джима Генсона 1982 року «Темний кристал», виконаний за технологією лялькової анімації. Прем'єра серіалу відбулася 30 серпня 2019 року.

## Сюжет
На планеті Тра, що має три сонця, проживають різні фантастичні істоти. Споконвічно природний порядок на планеті підтримував Кристал Істини, котрий охороняли три клани гелфінгів — невеликих, схожих на ельфів, істот. Кілька тисяч третин тому (місцева назва року) з іншого світу на Тра прибули скексиси — схожі на грифів істоти. Вони дали Матері Оґрі, що зберігала Кристал, планетарій, який дозволяв їй уві сні подорожувати всесвітом. Спокусившись знаннями, Оґра зайнялася планетарієм, а охорону Кристала доручила скексисам.
Гелфінги Ріан та Міра — вартові замку скексисів. Вони помічають, що з підземель втік величезний павук і беруться дізнатися що там сталось. В той час скексиси постають перед проблемою: вони таємно витягують енергію з Кристала Істини аби жити вічно, проте вона закінчується. Це порушує природний баланс і поступово робить істот на Тра агресивними. Імператор Скек-Со наказує вченому Скек-Теку знайти інше джерело безсмертя. Той схоплює в підземеллі Міру та виявляє, що Кристал поглинає життєву енергію померлих істот, а потім віддає її для створення нового життя. Скек-Тек будує машину, що дозволяє витягувати з допомогою Кристала життя та перехоплювати її, створюючи напій безсмертя — есенцію. Ріан стає свідком вбивства Міри, але його помічають. Коли він тікає, прихопивши як доказ пляшечку есенції, скексиси оголошують, що це Ріан убив Міру, що жахає гелфінгів.
Водночас гелфінг Діт виявляє, що печерні тварини стають агресивними. До неї промовляє чарівне дерево, розповідаючи про хворобу, що вразила Тра, та доручає Діт вийти на поверхню та піти в країну Га'рар. Паралельно принцеса Бреа, донька королеви Мейрін, дізнається, що в одній з країн гелфінги не можуть сплатити десятину скексисам через таємничу хворобу, що вразила їхні землі. Скексиси тоді забирають як десятину дорогоцінний кулон. Бреа бачить видіння священного символу та підозрює про його зв'язок з видінням. З допомогою кулона їй вдається знайти в палаці потаємну кімнату, де вона отримує послання про необхідність забрати у скексисів Кристал. Однак цю інформацію сприймають як єресь і Бреу відправляють на примусову роботу. Скексиси тим часом борються за залишки есенції та виявляють зникнення пляшечки. Вони покладають вину на скарбника Скек-Сіла, а Скек-Тек ремонтує машину й готується виготовити ще есенції.
Тікаючи, Ріан зустрічає Діт і Бреу. Коли вони зустрічаються, між ними виникає символ, що спонукає всіх трьох об'єднатися. Оґра прокидається та відчуває, що зі світом щось негаразд. Не отримавши від скексисів відповіді, вона розшукує Ріана, Діт і Бреу, котрих приводить до Кристала Істини, де показує злочини скексисів. Оґра закликає гелфінгів почати повстання аби забрати Кристал у скексисів. Королева Мейрін, захищаючи молодшу дочку, гине від рук скесксисів. Її старша дочка Селадон стає новою королевою, а Бреа і Діт опиняються в полоні разом з рештою гелфінгів, призначених для переробки на есенцію.
Ріан з іншими гелфінгами — Гураджіном, Наєю та Кіліаном, йдуть за Бреа з Діт і визволяють їх. Селадон закликає гелфінгів слухатися скексисів, адже такий закон. Герої досягають руїн, відомих як Коло Сонця, поки їх переслідує Скек-Мал. Істота з виду урру Ур-Ва та дружній скексис Скек-Гра захищають гелфінгів від Скек-Мала. В руїнах відкривається, що скексиси — це зла половина стародавніх істот урскексів, вигнаних у Тра зі свого світу. Скексисам протилежні добрі та мудрі урру. В давнину урскекси врятували Оґру та навчили її й гелфінгів користуватися силою Кристала Істини. Вони, однак, прагнули повернутися в рідний світ і в результаті невдалої спроби використати для цього Кристал розділилися на скексисів і урру. Не слухаючи Оґру, скексиси розкололи Кристал і створили з уламка могутню зброю, котру сховали під землею на випадок, якщо хтось спробуває їм завадити. Скек-Тек починає створення армії бездушних воїнів-павуків аратімів, аби придушити дедалі більше невдоволення серед гелфінгів.
У пошуках зброї герої спускаються в підземелля, поневолене скексисами. Божевілля, що найшло на тамтешніх тварин, переконує місцевих жителів, що скексиси щось зробили з Кристалом, і вони приєднуються до повстання. Скексиси вирішують, що Селдон не має для них користі, тому ув'язнюють її аби отримати потім есенцію. Тоді Селдон усвідомлює, що Бреа мала слушність. Чарівне дерево помирає через хворобу, що шириться світом, і віддає залишки своєї сили Діт.
Скек-Мал після битви з гелфінгами зазнає поранення і навіть есенція не може його вилікувати. Оґра пропонує віддати власне життя аби зцілити його, інакше і пов'язаний з ним Ур-Ва загине. В той час Ріан з Діт знаходять дві частини меча, створеного скексисами, та складають їх воєдино. Це дозволяє заговорити одразу до всіх гелфінгів і розповісти про злочини скексисів. Ріан закликає гелфінгів зібратися разом і дати бій армії скексисів. Повстанцям вдається звільнити полонених.
Гелфінги готуються до бою, але Діт вражає хвороба. Ріан викликає Скек-Со на двобій, але той посилає замість себе Скек-Вара. Ріан перемагає його, але відмовляється вбивати і скексиси з ганьбою відступають. Скек-Тек приводить армію, тоді як Скек-Сіл добиває Скек-Вара в помсту за минулу образу. Скек-Мал ледве не вбиває Ріана, та його антипод Ур-Ва вчиняє самогубство, що спричиняє загибель і Скек-Мала. Звільнена з його тіла енергія Оґри воскрешає її. Скек-Со спрямовує енергію Кристала на гелфінгів, однак Діт вивільняє енергію дерева, відбиваючи атаку назад і знищуючи Скек-Лача. Скексиси відступають, гелфінги святкують перемогу. Діт проте, аби не поширювати хворобу, іде в добровільне вигнання. Коли переможені скексиси повертаються до свого замку, Скек-Тек береться за створення нової зброї, автоматонів гардґімів.

## В ролях

### Головні герої
| Актор            | Роль |
| ---------------- | ---- |
| Тарон Еджертон   | Ріан |
| Аня Тейлор-Джой  | Бреа |
| Наталі Еммануель | Діт  |
| Донна Кімбол     | Оґра |

### Інші гелфінги
| Актор               | Роль         |
| ------------------- | ------------ |
| Едді Іззард         | Кедіа        |
| Гелена Бонем Картер | Мадра Мейрін |
| Катріна Балф        | Тавра        |
| Гарріс Дікінсон     | Гурджін      |
| Шазад Латіф         | Кілан        |
| Тобі Джонс          | Бібліотекар  |
| Гугу Мбата-Роу      | Сіладон      |
| Ліна Гіді           | Мадра Фара   |
| Алісія Вікандер     | Міра         |
| Ганна Джон-Кеймен   | Ная          |
| Наталі Дормер       | Оніка        |
| Марк Стронг         | Ордон        |
| Тео Джеймс          | Рек'їр       |
| Луїза Голд          | Мадра Аргот  |

### Скексиси
| Актор          | Роль                         |
| -------------- | ---------------------------- |
| Джейсон Айзекс | Скек-Со, Імператор           |
| Саймон Пегг    | Скек-Сіл, Скарбник           |
| Аквафіна       | Скек-Лач, Колектор           |
| Бенедикт Вонг  | Скек-Вар, Генерал            |
| Гарві Фірштейн | Скек-Аюк, Гоурманд           |
| Енді Семберг   | Скек-Гра, Завойовник         |
| Ральф Айнесон  | Скек-Мал, Мисливець          |
| Еліс Діннен    | Скек-Ект, Орнаменталіст      |
| Кіген-Майкл Кі | Скек-Зот, Майстер ритуалів   |
| Марк Гемілл    | Скек-Тек, Науковець          |
| Ніл Стеренберг | Скек-Ок, Хранитель рукописів |

## Супутня продукція
- «Темний кристал: Доба опору» (2019) — серія коміксів у 3-х томах, зосереджених на пошуках меча з уламком Кристала Істини гелфінгами Ордоном і Фарою[2].